# Саммит НАТО в Брюсселе (2021)

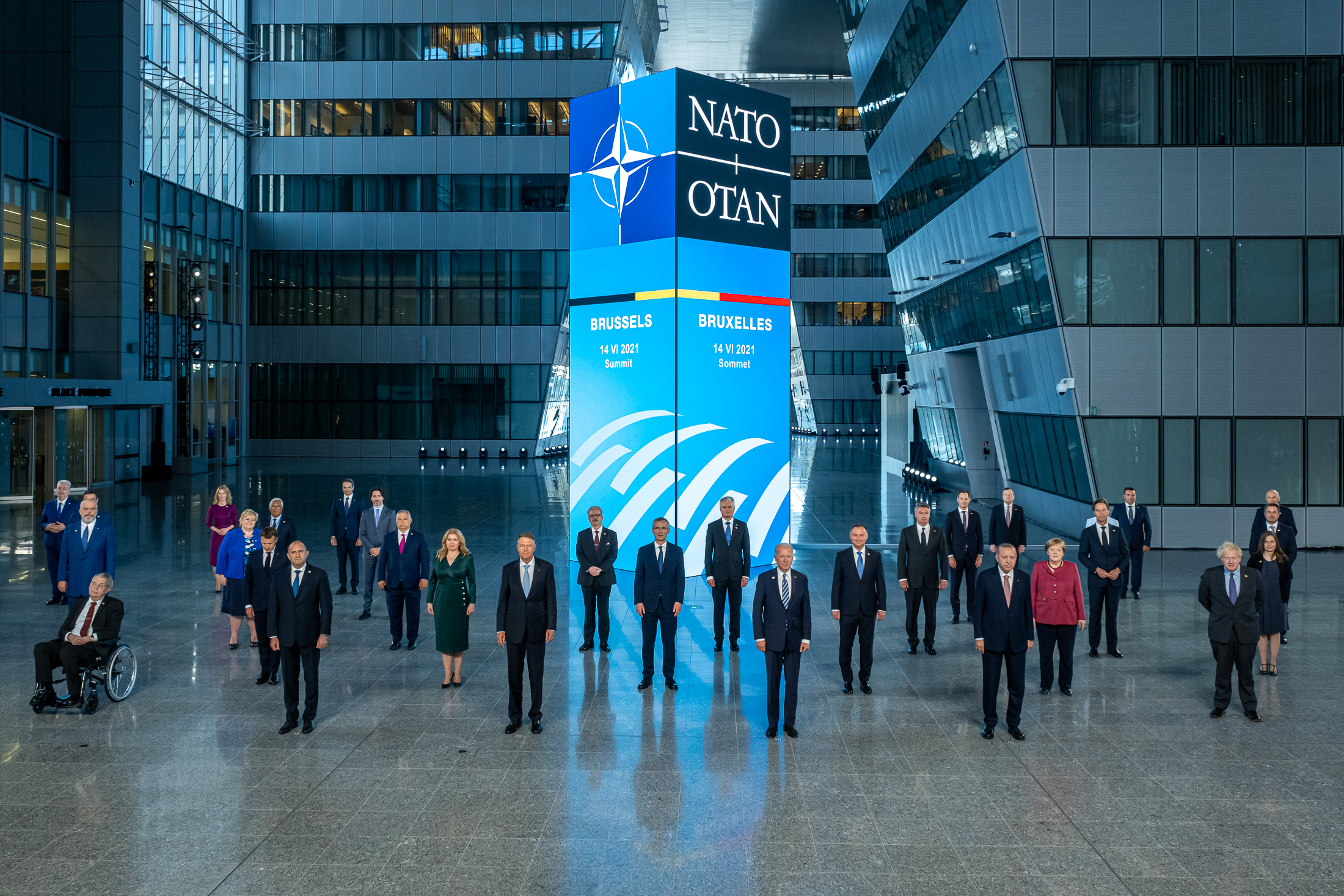
Лидеры 30 стран Альянса (на 14 июня 2021 г.)

Саммит стран в Брюсселе — 31-я встреча на высшем уровне глав государств и глав правительств стран-участниц Североатлантического альянса, которая состоялась 14 июня 2021 года в штаб-квартире НАТО. Участники встречи обсудили ряд важных геополитических вопросов и подписали итоговое коммюнике. Так, в итоговом заявлении говорится, что предложение России о моратории на развертывание ракет средней дальности «не является приемлемым и не вызывает доверия у НАТО», при этом стороны договорились не размещать в Европе новые ядерные ракеты наземного базирования.
Кроме того, НАТО начинает разработку новой Стратегической концепции, которая планируется к утверждению на следующем саммите в 2022 году в Испании. Основным моментом станет положение о том, что нападение на космические спутники стран Альянса заслуживает немедленного военного ответа. В то же время генсек НАТО Йенс Столтенберг заверил, что альянс не стремится к наращиванию вооружений в космосе.